# Salacco
Le salacco, est une coiffe traditionnelle retenue pour les tirailleurs indochinois. Il est formé de lamelles de bambou vernies réunies par une plaque et un olive en cuivre, maintenus sur la tête par une bande de cotonnade écarlate. Adopté et adapté par les troupes coloniales françaises.

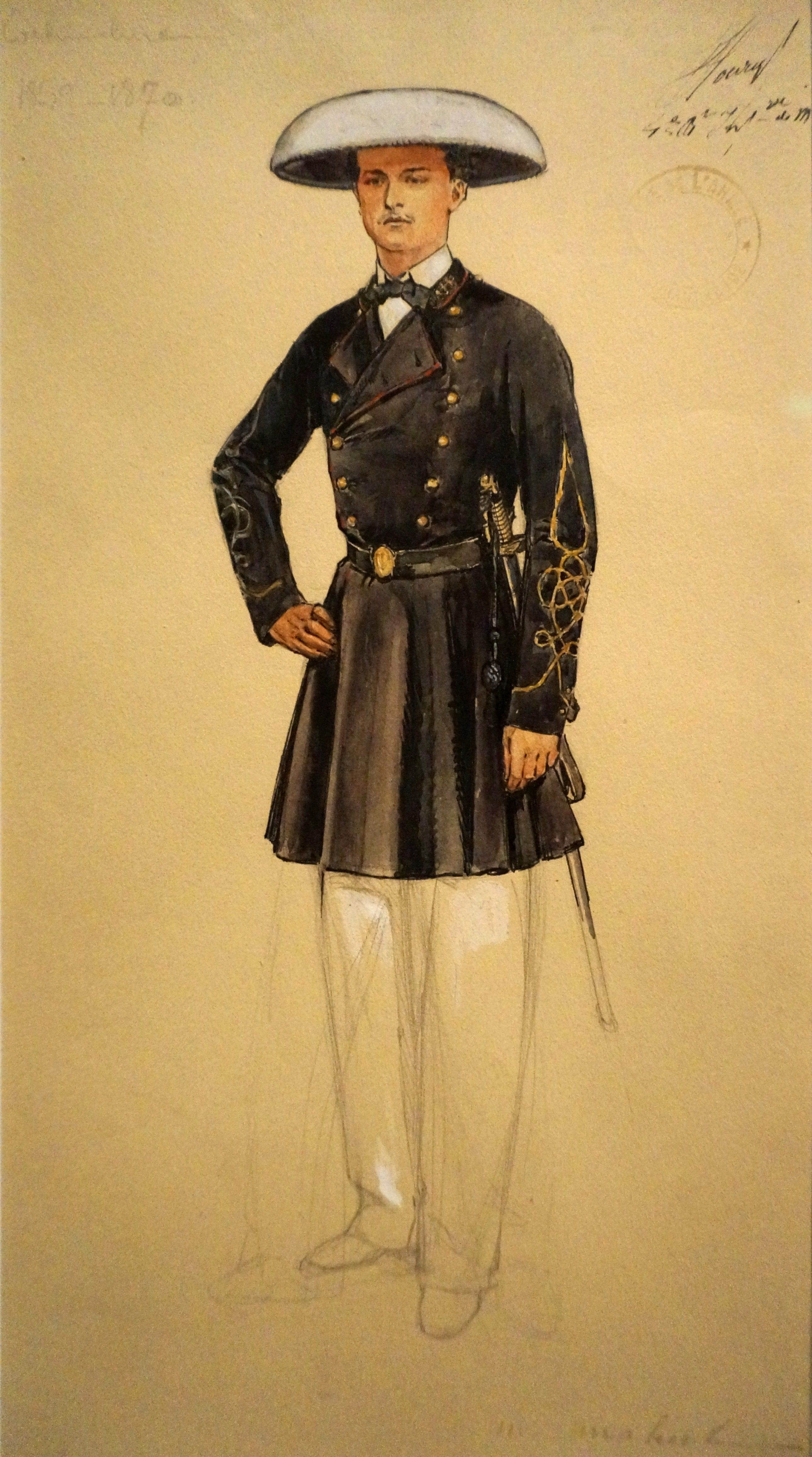
Porté par l'infanterie de marine.
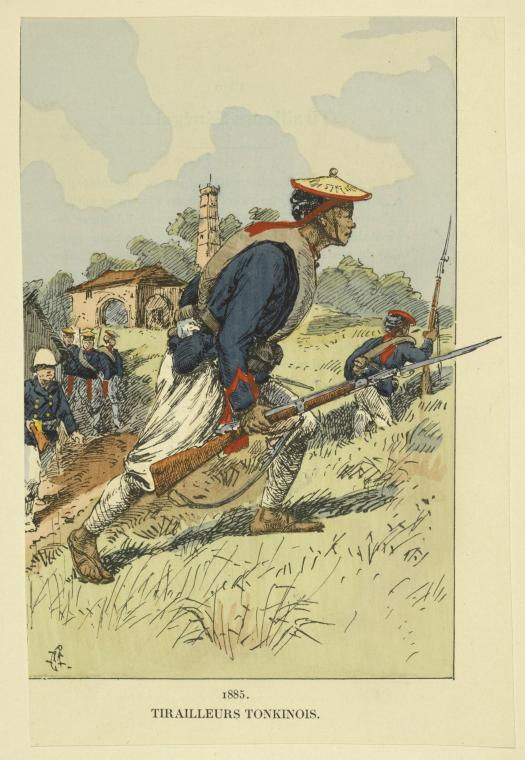
Tirailleurs Tonkinois.